# Victor Allard
Pour les autres membres de la famille, voir Famille Allard.
Pour les articles homonymes, voir Allard.
Victor-Léon-Odilon Allard, né le 22 juin 1840 à Bruxelles et mort le 18 avril 1912 dans cette même ville, est un banquier, diplomate et homme politique belge. Il est le fils de Joseph Allard.

## Biographie
Victor Allard, fils de Joseph Allard (1805-1877) grandit au sein d’une famille d’orfèvres et de banquiers qui dirige la fabrication de la monnaie de 1846 à 1912. Après avoir accompli ses études primaires à domicile, il fréquente le collège Saint–Michel, tout en s’initiant aux affaires familiales internationales.
Tandis que son frère Alphonse entre dans la maison familiale belge, Victor quitte son pays natal pour Londres où il fonde une maison de banque. Cinq ans s’écoulent ainsi avant son installation à Paris. Directeur de la Banque Allard et Cie, il constitue et dirige plusieurs entreprises et banques, tant en France qu’à l’étranger.
En 1883, lors de son second mariage, il se fixe en Belgique. Il entre à la Banque nationale de Belgique en 1891 en qualité de directeur, y succédant à son frère Alphonse Allard. Il en devient vice-gouverneur de 1905 à 1912.
À peine établi en Belgique, il est incité par Jules Malou à entrer dans la vie politique. Promoteur du mouvement indépendant, Victor Allard est élu sénateur du parti national-indépendant le 10 juin 1884. Son mandat est éphémère puisque les élections du 18 juin de la même année ne le porte plus au Sénat, son parti étant hors courses. Il est alors désigné à la présidence de la Fédération des Nationaux-Indépendant, mandat qu’il exerce jusqu’en 1894. Victor Allard élève ce parti politique au rang des plus importants de l’arrondissement de Bruxelles. En 1888, le parti indépendant s’unit au parti conservateur en vue des élections. Victor Allard revient à la Chambre Haute. Rejoignant le parti catholique en 1900, il siège jusqu’à sa mort, œuvrant activement à la législation ouvrière et aux débats sur le code du timbre, tout en appuyant l’idée d’un port de mer dans la capitale.
En 1895 Victor Allard est nommé bourgmestre d’Uccle, fonction qu’il exerce jusqu’en 1900.
Victor Allard est inhumé dans le mausolée familial au cimetière du Dieweg à Uccle.
En 1926, la rue de la station a été renommée en son honneur.
Il fut membre du cercle d'influence dit de la "Table Ronde" qui reunissait 20 personnalités qui "semblent avoir été des hommes de confiance de Léopold II".

### Famille
Victor Allard épouse en premières noces Emma Faignart (1845-1871), fille de Louis Faignart (nl), époux Boucquéau, député catholique qui s'était fait construire à Saint-Vaast en 1857 un château par Joseph Poelaert. Devenu veuf, Victor Allard épouse la cousine germaine d'Emma Faignart, Marguerite Wittouck, fille de Félix-Guillaume Wittouck et de Élise Boucquéau, avec laquelle il aura cinq enfants, parmi lesquels Marthe Allard, épouse du comte Robert de Lesseps, un fils de Ferdinand de Lesseps.
Victor Allard avait eu de sa première épouse, Emma Faignart, une fille, Suzanne Allard qui épousa Guillaume van der Staten Ponthoz, et un fils Josse Allard (1868-1931) qui épousa M. A. Calley Saint-Paul de Sinçay (1881-1977).

## Distinctions
- Officier de l'ordre de Léopold

## Fonctions et mandats
- Directeur de la Banque J. Allard et Compagnie
- Vice-consul du Chili à Bruxelles : 1872-1893
- Consul-général d'Argentine à Bruxelles : 1876-1878
- Sénateur par l'arrondissement de Bruxelles : 1884
- Conseiller communal d'Uccle : 1886
- Sénateur par l'arrondissement de Bruxelles : 1888-1892
- Directeur de la Banque nationale de Belgique : 1891-1904
- Sénateur par l'arrondissement de Bruxelles : 1894-1912
- Bourgmestre d'Uccle : 1895-1900
- Conseiller communal d'Uccle : 1901-1903
- Vice-gouverneur de la Banque nationale de Belgique : 1905-1912
- Président de la Commission sénatoriale des Finances : 1908-1912

## Sources
- P. Van Molle, Het Belgisch parlement, p. 1-2;
- Le Parlement belge 1831-1894, p. 4.
- J. Stengers J., J.-L. De Paepe, M. Gruman e.a., Index des éligibles au Sénat (1831-1893), Brussel, 1975.
- Le Sénat belge, p. 232-234.
- Éric Meuwissen, Richesse oblige. La Belle Époque des Grandes Fortunes, Bruxelles, Racine, 1999, p. 242–243.